# 澳門特別行政區政府體藝匯演
澳門特別行政區政府體藝匯演，是澳門特別行政區政府自2007年至2010年起，於每年的澳門回歸紀念日（12月20日）、勞動節假日（5月1日）及中華人民共和國國慶日（10月1日）舉行的大型演出，包含歌手演唱、舞蹈及體育表演等演出，部分匯演更邀請奧林匹克運動會中國代表團及澳門本地精英運動員共同參與演出，所有匯演均由澳門特別行政區政府主辦、澳門體育局承辦。
慶祝澳門特別行政區成立周年體藝匯演，另稱澳門回歸大匯演、澳門回歸演唱會、澳門回歸騷，是澳門特別行政區政府為慶祝澳門回歸成立周年紀念的一個慶祝活動，均於每年12月20日（澳門回歸紀念日）下午在澳門氹仔奧林匹克體育中心-運動場舉行，活動由澳門特別行政區政府主辦，體育局承辦。該匯演一度於2013年、2017年起停辦；2019年為慶祝澳門特別行政區成立二十周年紀念一度復辦，之後自2020年起停辦。
除了在每年12月20日（澳門回歸周年紀念日）當天舉行外，體藝匯演亦於每年的5月1日（勞動節）及10月1日（中華人民共和國國慶日）當天舉行，分別命名為五一體藝匯演及國慶體藝匯演，但自2017年起與澳門特別行政區成立周年體藝匯演同時停辦，五‧一或國慶（十‧一）體藝匯演於塔石體育館或澳門東亞運動會體育館舉行。

## 歷史

### 2007年
2007年12月20日，為迎接2008年夏季奧林匹克運動會即將在北京市舉辦及澳門回歸8周年紀念，澳門特別行政區政府於當天下午假澳門運動場舉辦《慶祝澳門特區成立八周年紀念、迎奧運 萬人演唱會》，共5,000張演唱會門票於12月8日上午正式公開發售，到下午1時許已全數售罄，首一百位購票者亦同時獲贈楊千嬅親筆簽名CD乙張。活動由澳門特別行政區政府主辦，體育發展局承辦，社會工作局、教育暨青年局、澳門童軍總會協辦，共邀請到香港歌手包括鄭秀文、李克勤、陳奕迅、楊千嬅、許志安、衛蘭、何韻詩、張敬軒、何超儀等，中國國家奧運金牌運動員有羅雪娟、蕭海亮，以及澳門多個團體和本地歌手等參與。

### 2008年
2008年10月1日，為慶祝中華人民共和國國慶59周年，匯演由中國中央電視台製作，於當天下午2時半舉行，包括來自澳門本地、中國大陸及台灣歌手演出外，另邀請2008年夏季奧林匹克運動會中國代表團部分金牌運動員、教練等，還有中國傳統民俗特色等表演演出；門票安排方面，主辦方假澳門運動場由同年9月26日晚上7時起向每名持澳門居民身份證人士免費派發多4張門票。匯演近3,000名觀眾進場觀看。
2008年12月20日，慶回歸演唱會活動正式命名為“體藝匯演”，全稱為《慶祝澳門特別行政區成立九週年 齊運動　萬人體藝大匯演》，共邀請了李克勤、容祖兒、鄭秀文、何韻詩、飛輪海、黃宗澤及彭永琛等港、澳、台知名歌星演出外，另邀請中國國家金牌運動員楊威來澳參與匯演開幕式及體操表演。

### 2009年
2009年5月1日，澳門特別行政區政府邀請到中國殘疾人藝術團演出題為「我的夢」大型體藝綜合匯演，因門票販賣反映熱烈決定在同日加開一場，由超過50名殘疾人藝術家擔綱演出，同時亦安排展開在澳門一系列的交流訪問活動。
2009年10月1日，為慶祝中華人民共和國國慶60周年華誕，匯演由英皇娛樂集團及電視廣播有限公司聯合籌劃，邀請到多名香港歌手包括古巨基、容祖兒等演出，同時亦邀請到中國嵩山少林寺的武僧作武術表演。歷時三小時的演出，既有龍獅匯演，亦有武術、泰拳、體育舞蹈等體育表演，共吸引6,000多名觀眾進場觀演。
2009年12月20日，為慶祝澳門回歸十周年紀念，澳門特別行政區政府邀請到《澳門之歌》原唱劉德華舉行演唱會，該歌曲歌詞素材來自2008年由中華文化交流協會舉辦的歌詞創作大賽，一等獎中的一首得獎作品。該得獎作品經由作曲家陳輝陽編寫成曲，由作詞人李安修改編，並邀得香港歌手劉德華演繹，作為澳門回歸慶典十周年專題歌曲之一。體藝匯演全稱為《慶祝澳門特別行政區成立十周年 萬眾同歡匯濠江 劉德華Wonderful World演唱會》，以香港歌手劉德華“Wonderful World世界巡迴演唱會”為製作藍本，主辦方為澳門本地居民提供優惠購票外，亦向首一百名購票者每人贈送劉德華親筆簽名CD一隻。

### 2010年
2010年5月1日，澳門特別行政區政府首次於勞動節當天舉行體藝匯演，邀請到香港藝人林海峰作棟篤笑演出，同時作為《林海峰 是但噏 我願意》巡演分站之一；另邀請到中國雜技團、香港組合農夫，以及澳門歌手龍世傑、周佩英、倪力、蘇耀光共同演出。
2010年10月1日，為迎接2010年亞洲運動會於廣東省廣州市舉辦，連續第三年舉辦國慶體藝匯演，是次匯演改於塔石體育館舉行，由中國中央電視台製作，匯演分別邀請到中港台及海外的歌手或組合演出。匯演主題為『推廣體育運動，祝福廣州亞運』，邀請到海內外歌手、中國奧運金牌運動員以及澳門本地運動員、表演者同台演出，吸引2,600名觀眾進場。
2010年12月20日，為慶祝澳門回歸十一周年紀念，澳門特別行政區政府邀請到香港歌手鄭秀文舉行Love Mi鄭秀文世界巡迴演唱會，作為該主題巡迴演唱會分站之一和首次在澳門舉行其個人演唱會，演唱會進行前另安排部分於2010年亞洲運動會取得佳績澳門運動員參與。演唱會門票於2010年11月28日公開發售當天全部售罄。演唱會共吸引15,000多名觀眾入場觀看。

### 2011年
2011年10月1日，澳門特區政府舉行慶祝中華人民共和國成立62周年體藝匯演，邀請到港澳歌手包括容祖兒、林峯、古卓文等演出。
2011年12月20日，為慶祝澳門回歸十二周年紀念，澳門特別行政區政府連續第四年舉行回歸體藝匯演，邀請到香港樂壇組合「Big Four」及「草蜢」作為主要表演嘉賓。另邀請到香港歌手張敬軒、糖兄妹及澳門本地歌手彭永琛參與演出，吸引11,000名觀眾入場。

### 2012年
2012年10月1日，由政府主辦、體育發展局承辦的「澳門特別行政區政府國慶體藝匯演－ 萬人迷音樂會」，邀請香港歌手容祖兒及林峯等擔綱演出。活動門票全部售罄。匯演共吸引3,300名觀眾參與。
2012年12月20日，為慶祝澳門回歸十三周年紀念，澳門特別行政區政府邀請香港歌手陳奕迅演出，同時作為DUO陳奕迅世界巡迴演唱會的最終站，門票於2012年11月25日公開發售當天全部售罄。演唱會作為該年體藝匯演的主要內容，配合體育及澳門元素，製作公司亦特意在演出內容上作出編排。

### 2013年
2013年10月1日，作為慶祝中華人民共和國國慶64周年活動之一，「澳門特別行政區政府國慶體藝匯演」再度改為澳門東亞運動會體育館舉行。匯演分別邀請多名香港歌手包括鄭秀文、張智霖、鄧紫棋；澳門歌手彭永琛等演出。門票於2013年9月22日起於澳門運動場現場公開發售。

### 2014年
2014年5月1日，澳門特別行政區政府邀請到中國國家體操隊精英運動員來澳，舉行“五一國家體操精英匯演”，表演包括藝術體操、技巧及蹦床3大項目，其中2008年北京奧運蹦床冠軍何雯娜，2012年倫敦奧運蹦床冠軍董棟等國家金牌體操運動員亦將隨團來澳，匯演門票於2014年4月11日起於塔石體育館及奧林匹克體育中心-運動場現場公開發售。匯演歷時3小時，同場亦設有澳門體操總會體操班學員表演及邀請澳門歌手彭永琛及小肥演出。
2014年10月1日，為慶祝中華人民共和國國慶65周年，政府於當天下午舉行“澳門特別行政區政府國慶體藝匯演”，邀請到多名香港及澳門本地歌手共同演出。
2014年12月20日，為慶祝澳門回歸15周年，體藝匯演更邀請到“香港四大天王”（張學友除外）同台演出，總籌備經費約為2,100萬澳門元，分別邀請到多位香港及澳門本地歌手包括楊千嬅、蘇永康、梁漢文、側田、彭永琛等參與演出，門票於2014年12月1日公開發售首天全部售罄。匯演除了有多位歌手參與演唱外，另邀請到2014年亞洲運動會多位得獎的澳門運動員演出。

### 2015年
2015年5月1日，澳門特區政府首次在勞動節假日當天舉行“五一體藝匯演”，邀請到中港澳歌手演出，匯演將以表演節目“歌者歸來”巡迴演唱會為藍本，邀請受歡迎的實力派歌手參與演出，以歌星匯聚的形式，加入澳門元素及體育元素。門票於4月19日公開發售當天全部售罄。
2015年10月1日，為慶祝中華人民共和國成立66周年，澳門政府再度舉行國慶體藝匯演，邀請到多名港澳歌手包括譚詠麟、李克勤、容祖兒等演出。門票於2015年9月13日當天公開發售，所有公開發售的門票於開始售票後約2個小時經已全部售罄。政府預算經費為1,200萬澳門元，另設免費穿梭巴士往返匯演舉行場館澳門東亞運動會體育館至澳門綜藝館及氹仔中央公園。
2015年12月20日的澳門特區成立十六周年體藝匯演，再次邀請到香港女歌手鄭秀文擔鋼演出，是繼2011年Love Mi鄭秀文世界巡迴演唱會分站後的第二次，並作為《Touch Mi鄭秀文世界巡迴演唱會》的分站，暖場演出邀請到歌手彭永琛及組合Super Girls參與表演。門票於開售（2024年11月29日）當天前共吸引約500名人士通宵等候，所有門票於開售後1天左右全部售罄。

### 2016年
2016年5月1日，為慶祝中華人民共和國國慶67周年，澳門特區政府舉辦「2016澳門特別行政區政府五一體藝匯演」，邀請多名華語歌手包括吳業坤及吳若希等參與表演，另邀請北京體育大學藝術體操隊參與匯演。
2016年12月20日的回歸體藝匯演為首度停辦前的最後一個體藝匯演，邀請到香港多位歌手包括黎明、陳慧琳、李幸倪、陳柏宇、林奕匡、彭永琛、AJ、祖絲和羅嘉豪，以及澳門跆拳道總會參與演出。匯演共吸引11,000人進場觀看。

### 2017年至2018年：停辦
2017年4月23日，體育局表示過往舉辦體藝匯演，因過往節日期間的活動較少，當局希望豐富居民假期，局經分析研究後，決定在節日騰出時間及公共空間予其他單位舉辦活動，因此由該年起不再舉辦體藝匯演。

### 2019年
2019年12月20日，為慶祝澳門特別行政區成立二十周年紀念和迎造澳門當時慶回歸氣氛，體育局表示澳門特別行政區政府再次在回歸成立紀念日當天（12月20日）再度復辦體藝匯演，邀請港澳歌手及本地優秀運動員參與。

## 歷年活動資料

### 慶祝澳門特別行政區成立周年體藝匯演
| 舉辦年份 | 活動名稱                                                                    | 參與嘉賓或團隊／主要演出歌手／擔綱演出歌手                                                                        | 場館名稱                               | 備註 |      |
| -------- | --------------------------------------------------------------------------- | --- | -------------------------------------- | --- | ---- |
| 2007年   | 《慶祝澳門特區成立八周年紀念、迎奧運 萬人演唱會》                           | 歌手：鄭秀文、李克勤、陳奕迅、楊千嬅、許志安、衛蘭、何韻詩、張敬軒、何超儀 中國國家奧運金牌運動員有羅雪娟、蕭海亮 | 奧林匹克體育中心-運動場 （澳門運動場） | 首次舉行 |      |
| 2008年   | 《慶祝澳門特別行政區成立九週年 齊運動 萬人體藝大匯演》                      | 歌手：李克勤、容祖兒、鄭秀文、何韻詩、飛輪海、黃宗澤及彭永琛等 中國國家金牌運動員：楊威                           | 奧林匹克體育中心-運動場 （澳門運動場） | |      |
| 2009年   | 《慶祝澳門特別行政區成立十周年 萬眾同歡匯濠江 劉德華Wonderful World演唱會》 | 劉德華 | 奧林匹克體育中心-運動場 （澳門運動場） | - 首次以個人演唱會方式作為主力演出                                                                                            |      |
| 2010年   | 《慶祝澳門特別行政區成立十一周年體藝匯演 Love Mi鄭秀文世界巡迴演唱會》      | 鄭秀文 | 奧林匹克體育中心-運動場 （澳門運動場） | |      |
| 2011年   | 《慶祝澳門特別行政區成立十二周年體藝匯演》                                  | Big Four、草蜢、張敬軒、糖兄妹、彭永琛                                                                            | 奧林匹克體育中心-運動場 （澳門運動場） | |      |
| 2012年   | 《慶祝澳門特別行政區成立十三周年體藝匯演-DUO陳奕迅2012澳門演唱會》          | 陳奕迅 | 奧林匹克體育中心-運動場 （澳門運動場） | 作為DUO陳奕迅世界巡迴演唱會的最終站                                                                                           |      |
| 2013年   | 停辦                                                                        | 停辦 | 停辦                                   | 停辦 | 停辦 |
| 2014年   | 《慶祝澳門特別行政區成立十五周年體藝匯演 – 天王巨星共凝演唱會》             | 黎明、劉德華、郭富城、楊千嬅、蘇永康、梁漢文、側田、彭永琛等                                                      | 奧林匹克體育中心-運動場 （澳門運動場） | |      |
| 2015年   | 《慶祝澳門特別行政區成立十六周年體藝匯演 - Touch Mi鄭秀文世界巡迴演唱會》   | 鄭秀文 | 奧林匹克體育中心-運動場 （澳門運動場） | - 第二次在奧林匹克體育中心-運動場獲邀請開個人巡迴演唱會分站及於澳門回歸成立紀念日當天的個人演唱會演出 - 不設安可環節          |      |
| 2016年   | 《慶祝澳門特別行政區成立十七周年體藝匯演》                                  | 黎明、陳慧琳、李幸倪、陳柏宇、林奕匡、彭永琛、AJ、祖絲和羅嘉豪                                                    | 奧林匹克體育中心-運動場 （澳門運動場） | |      |
| 2019年   | 《慶祝澳門特別行政區成立二十周年體藝匯演》                                  | 劉德華、鄭秀文、黎明、C AllStar、菊梓喬、林奕匡、彭永琛、鄧小巧及部分澳門優秀運動員                               | 奧林匹克體育中心-運動場 （澳門運動場） | 主辦方於2019年12月17日宣佈，以場地設備、設施出現不穩定狀況為由，將活動延至同日傍晚6點舉行，另以保安原因於入口位置設置安檢設施 |      |

### 五一體藝匯演
| 舉辦年份 | 活動名稱                                            | 參與嘉賓、團隊、運動員或主要演出歌手／擔綱演出藝人                 | 場館名稱             | 備註                                                                    |
| -------- | --------------------------------------------------- | ------------------------------------------------------------------ | -------------------- | ----------------------------------------------------------------------- |
| 2009年   | 《「我的夢」大型體藝綜合匯演》                      | 中國殘疾人藝術團                                                   | 塔石體育館           | 因反映熱烈及門票火速售罄，主辦單位加開5月1日19:00一場                   |
| 2010年   | 《五一體藝雜技匯演 林海峰 是但噏 我願意》           | 林海峰、中國雜技團、農夫、龍世傑、周佩英、倪力、蘇耀光             | 澳門東亞運動會體育館 |                                                                         |
| 2013年   | 五‧一籃球邀請賽                                     | 無                                                                 | 塔石體育館           | 主辦單位：體育發展局、中國澳門籃球總會 比賽隊伍：福建省籃球隊對澳門聯隊 |
| 2014年   | 《五一國家體操精英匯演》                            | 中國國家體操隊精英運動員                                           | 塔石體育館           | 表演項目包括蹦床、藝術體操及技巧                                        |
| 2015年   | 《澳門特別行政區政府五一體藝匯演 – 唱享澳門演唱會》 | 張杰、黃麗玲、茜拉、方大同、李榮浩、鄭敬基、彭永琛、馬曼莉         | 塔石體育館           | 匯演以表演節目“歌者歸來”巡迴演唱會為藍本                                |
| 2016年   | 《2016澳門特別行政區政府五一體藝匯演》              | 吳業坤、林俊傑、曹格、阿信、吳若希及鄭敬基、北京體育大學藝術體操隊 | 塔石體育館           |                                                                         |

### 國慶體藝匯演
| 舉辦年份 | 活動名稱                                                 | 參與嘉賓、團隊、運動員或主要演出歌手 | 場館名稱             | 備註                            |
| -------- | -------------------------------------------------------- | --- | -------------------- | ------------------------------- |
| 2008年   | 《2008 國慶體藝大匯演》                                  | 中國大陸歌手：孫楠、汪峰、胡彥斌、羽泉、范冰冰、孫鳳嗚等 澳門歌手：彭永琛 2008北京奧運金牌運動員及教練：張寧、于洋、杜婧、李永波與龐龍                        | 澳門東亞運動會體育館 | 匯演製作單位：中國中央電視台    |
| 2009年   | 《澳門特別行政區政府國慶體藝匯演2009》                   | 多位港澳知名歌手、嵩山少林寺武僧 | 澳門東亞運動會體育館 | 匯演製作單位：英皇娛樂集團、TVB |
| 2010年   | 《澳門特別行政區政府國慶體藝匯演－祝福亞運、為你加油》   | 2010年亞洲運動會中國大陸及澳門多名精英運動員 兩岸四地及海外歌手：蕭亞軒、莫文蔚、吳克群、孫楠、范逸臣、王心凌、F.I.R.飛兒樂團、Michael Learns to Rock及倪力等 | 塔石體育館           | 匯演製作單位：中國中央電視台    |
| 2011年   | 《澳門特別行政區政府國慶體藝匯演 – 群星躍動 Power Show》 | 容祖兒、Twins、林峯、泳兒、鍾舒漫、陳偉霆、洪卓立、王祖藍、林欣彤、吳浩康、Boy'z、小肥、彭永琛、陳慧敏、古卓文等                                              | 澳門東亞運動會體育館 | 匯演製作單位：英皇娛樂集團      |
| 2012年   | 《澳門特別行政區政府國慶體藝匯演－ 萬人迷音樂會》        | 容祖兒、林峯、泳兒、羅力威、鍾舒漫、陳偉霆、Soler、余翠芝和彭永琛等                                                                                           | 塔石體育館           | 匯演製作單位：英皇娛樂集團      |
| 2013年   | 《澳門特別行政區政府國慶體藝匯演 2013》                  | 鄭秀文、張智霖、吳雨霏、鄧紫棋、C AllStar、林德信、彭永琛等                                                                                                   | 澳門東亞運動會體育館 |                                 |
| 2014年   | 《澳門特別行政區政府國慶體藝匯演 2014》                  | 容祖兒、張智霖、鍾欣潼、鍾舒漫、泳兒、洪卓立、羅力威、馮允謙、許靖韻、Soler、小肥、彭永琛、陳慧敏                                                             | 澳門東亞運動會體育館 |                                 |
| 2015年   | 《澳門特別行政區政府國慶體藝匯演 2015》                  | 譚詠麟、李克勤、容祖兒、C AllStar、鍾舒漫、泳兒、羅力威、馮允謙、小肥、彭永琛、余翠芝                                                                         | 澳門東亞運動會體育館 |                                 |

## 門票購買方法
在2019年或之前的“體藝匯演”門票於澳門氹仔奧林匹克體育中心-運動場售票處公開發售或對持有澳門居民身份證人士作免費派發，不設網上售票。售票流程方面，需要親身前往排隊輪候及使用澳門元現金購買，每張門票定價為200元，持有澳門有效身份證明文件者，可以以優惠價50元購票，每人每次限購四張，部分年份的體藝匯演更向首50位或100位排隊購買門票輪候者送出指定歌手的親筆簽名CD一份。場內區域不設劃位，只分區域，先到先得。

## 爭議及事件

### “維穩騷”之名爭議
2013年，網上媒體愛瞞日報報道形容“五‧一”演唱會為『維穩』而設，更立即向演唱會主打香港歌手謝安琪的經理人──音樂人周博賢查詢，對方的回應態度顯得十分重視，經詳細了解後，宣布謝安琪退出。民主派人士崔子釗接受該報專訪時表示，自2010年起，澳門特區政府在國家重視的節日──國慶日、回歸日、五一舉辦「維穩騷」，而這些「與民共樂」的節目，既可轉移市民視線，也可對抗遊行，亦可為遮掩政府的醜陋。事件亦顯示，政府處理「官民關係」是多麼的愚蠢，其思維如同「你哭著說很肚餓，我帶你去看騷就不要哭啦」。

### 2019年體藝匯演活動順延舉行
2019年12月17日，體育局宣佈由奧林匹克體育中心-運動場的場內設備、設施出現不穩定狀況，作為承辦單位的體育局對有關裝置進行搶修及檢查工作，原訂於2019年12月20日下午2時舉行的“慶祝澳門特別行政區成立二十周年體藝匯演”，延至當天下午6時舉行。基於活動調整關係，大會將免費開放活動予早前已購票人士。觀眾請於活動當天攜帶門票，並於下午4時30分開始進場。大會為保安原因，入口位置將設置安檢措施，嚴禁觀眾及未經許可的媒體攜帶攝影、錄像器材及未經批准物品進場。
2019年12月20日下午6時，活動成功盛大舉行，澳門體育局宣佈基於活動調整關係，將於2020年1月5日起退款予所有購票人士，退款者必須出示有效之門票正本及身份證明文件，有關退款只限於退回澳門元現金。